# Vibram
Vibram è una azienda italiana, la cui sede storica si trova ad Albizzate, in provincia di Varese, che produce suole di gomma per calzature, in particolare destinate al mondo dell'outdoor nonché della sicurezza sul lavoro e della riparazione.

## Storia

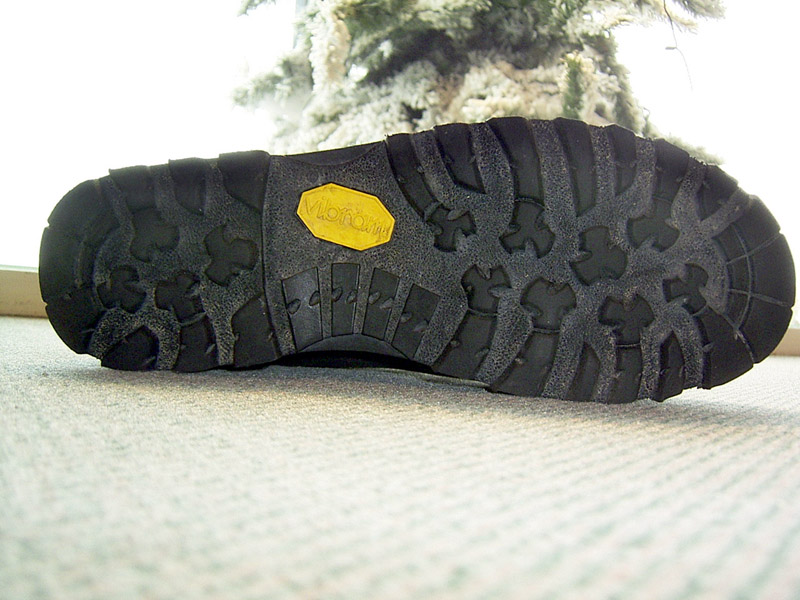
Suola di Vibram

La storia di Vibram affonda le sue radici nella figura di Vitale Bramani, alpinista Accademico del Club Alpino Italiano. È conosciuto in tale ambiente grazie all’attività di riparazione e vendita nel negozio Vibram, inaugurato nel 1928 in Via della Spiga 8, a Milano, che diventa un punto di riferimento per professionisti ed appassionati di montagna. 
La sua intuizione arriva dopo essere rimasto particolarmente colpito da una tragica ascesa alpina di cui era capogruppo, avvenuta sulla Punta Rasica nel 1935. Ai pesanti chiodi in ferro delle suole degli scarponi utilizzati fino ad allora dagli alpinisti, sostituisce resistenti chiodi di gomma e simula un prototipo della futura suola Carrarmato, scolpendola nel legno.
Nel 1937, in seguito al test positivo effettuato in prima persona da Bramani, insieme a Ettore Castiglioni, in occasione della conquista della parete nord-ovest del Pizzo Badile (3308 mt), nascono le prime suole Vibram – acronimo delle iniziali del nome e del cognome di Vitale Bramani – e il disegno Carrarmato, che ha rivoluzionato la pratica dell’alpinismo e il mondo della calzatura in termini di resistenza all’abrasione, trazione e grip.
Con l’avvio dell’industrializzazione del dopoguerra, Vibram inaugura il primo polo di produzione a Gallarate nel 1947. Nello stesso anno appare come logo l’ottagono, simbolo ed icona che ricorda la geometria della volta centrale della Galleria Vittorio Emanuele II a Milano. Nel 1969, il logo, in origine dello stesso colore delle suole, si colorerà del caratteristico giallo oro.
Nel 1954 gli alpinisti italiani della Spedizione Italiana al K2 indossavano scarponi con suola Vibram.
Tra le varie tappe, nel 2006, Vibram FiveFingers, la scarpa a cinque dita, rivoluziona il concetto della camminata, rimandando alla sensazione del piede nudo ma con una protezione funzionale. Per questo ottiene il riconoscimento di “Miglior Invenzioni del 2007” del periodico USA, Time Magazine.
Nel 2014, Vibram ha costituito un fondo di 3,75 milioni di dollari statunitensi destinato a rimborsare fino a 50 dollari statunitensi per paio di scarpe acquistate, a tutti gli acquirenti aderenti a un'azione collettiva promossa contro l'azienda in merito a dichiarazioni di marketing relative alla FiveFingers rivelatesi false su presunti benefici per la salute derivanti dall'uso dei propri prodotti.

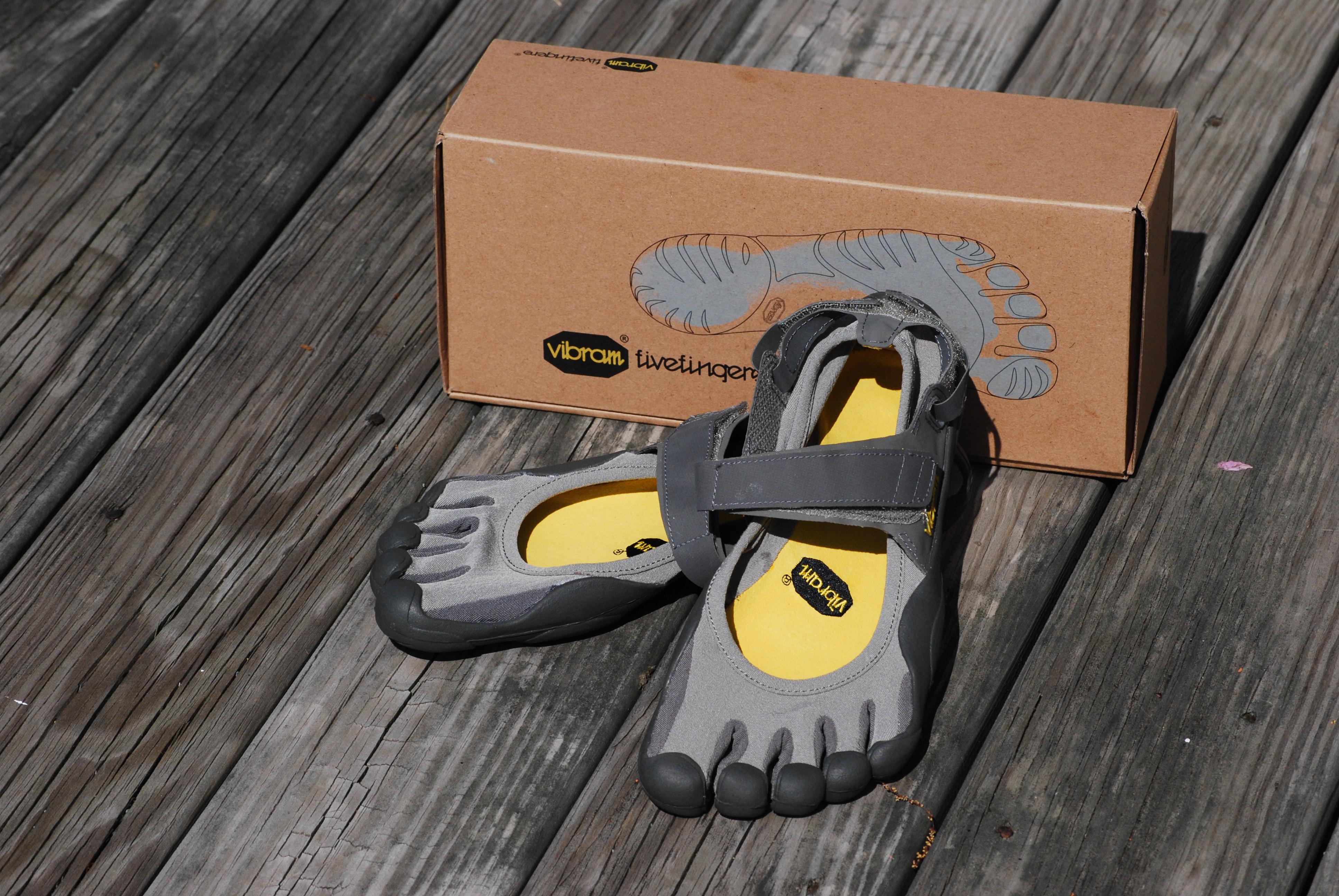
FiveFingers Vibram

## Materiali
Sebbene i primi modelli di suole fossero di gomma naturale vulcanizzata, attualmente si impiegano mescole sintetiche, che possono essere composte da circa 15-20 diversi ingredienti (tra cui ad esempio zolfo, carbonio, silicio) che influiscono profondamente sulle prestazioni del prodotto finito.